# Ciclo solar 24

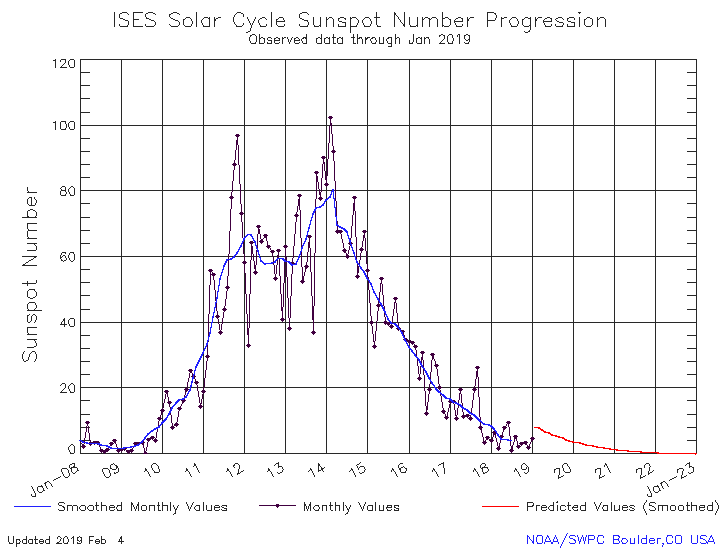
Situación de la progresión anual del número de manchas solares desde el año 2000, con los valores registrados hasta mayo de 2016 (línea azul) y la predicción de actividad hasta 2019 (línea roja).

El Ciclo solar 24 es el vigésimo cuarto ciclo solar desde 1755, cuando comenzó el registro sistemático de la actividad de manchas solares. Es el ciclo solar completado más reciénte. Comenzó oficialmente el 4 de enero de 2008 y culminó en diciembre de 2019, si bien presentó una actividad mínima desde el inicio del ciclo hasta comienzos de 2010, un retraso de 15 meses con respecto a lo anteriormente calculado.

## Predicciones de actividad

### Sucesivas revisiones a la baja
En abril de 2007, cuando todavía no había concluido el Ciclo Solar 23, el Panel para la Predicción del Ciclo Solar 24, organizado por el Space Weather Prediction Center (SWPC) de la Administración Nacional Oceánica y Atmosférica (NOAA) de Estados Unidos, situó el máximo del siguiente ciclo a finales de 2011 o a mediados de 2012. En estos momentos, la mitad de los panelistas creía que el próximo pico en la actividad solar sucedería hacia octubre de 2011 con 140 manchas  mensuales, 20 arriba o abajo (aquel mes, en realidad, las manchas observadas iban a ser muchas menos, 88). La otra mitad de los miembros del panel del SWPC predecía un pico rebajado a las 90 manchas, 10 arriba o abajo, para agosto de 2012 (aquel mes, en realidad, las manchas observadas iban a ser 63). Estos cálculos tomaban en consideración los valores medios registrados en los anteriores ciclos, situados entre 75 y 155 manchas mensuales.
En mayo de 2009, en su informe de actualización, el Panel para la Predicción del Ciclo Solar 24 estableció por consenso que el pico de actividad del Sol se retrasaría hasta mayo de 2013 con un máximo de 90 manchas mensuales (aquel mes, de nuevo, las manchas no iban a alcanzar dicha cifra, quedándose en aproximadamente 79).
Se trataba de un número bastante bajo que de materializarse convertiría al actual en el ciclo menos activo en los últimos 200 años, desde el Ciclo Solar 6, que duró 12,4 años entre 1810 y 1823 y cuyo máximo mensual (en mayo de 1816) fue de 48,7 manchas. Lo que ocurrió en la primavera de 2013 fue que los meses de marzo, abril, mayo y junio registraron una media de aproximadamente 65 manchas, valor casi coincidente con la predicción hecha por Hathaway en 2012.
En enero de 2013 Hathaway revisó su predicción, retrasando el máximo solar de la primavera al otoño de 2013 con 69 manchas. De cumplirse ese número, el máximo del Ciclo Solar 24 sería el menor desde el Ciclo 14, que tuvo un máximo mensual de 64,2 manchas en febrero de 1906.

### Debate científico
En 2005-2006, antes del mínimo de actividad solar en 2007-2009, que resultó ser inesperadamente largo y profundo,  la comunidad científica estaba dividida en la defensa de dos teorías predictivas de cómo podría ser el Ciclo Solar 24. La primera teoría propugnaba un ciclo bastante activo. El propio David Hathaway, heliofísico del Marshall Space Flight Center de la NASA, proclamó que parecía que el próximo iba a ser «uno de los ciclos más intensos desde que empezaron a tomarse registros hace casi 400 años».
En una línea similar, Mausumi Dikpati, del National Center for Atmospheric Research (NCAR), propuso que el Ciclo 24 sería «entre un 30% y un 50% más intenso» que el Ciclo 23, que había tenido su máximo en 2000 (en julio de aquel año la cara visible del Sol fue surcada hasta por 170 manchas); si esta predicción resultaba correcta, la actividad solar rivalizaría con la del máximo solar de 1958, cuando se llegaron a ver auroras boreales en México. Sin embargo, el pronóstico de Dikpati difería del de Hathaway en el cálculo del momento en que sobrevendría el próximo máximo solar: el primero lo situaba en 2012, mientras que el primero lo adelantaba a 2010 o 2011. La teoría adversaria argumentaba lo contrario, que el Sol tenía una «memoria magnética corta», lo que auguraba un ciclo de baja actividad.
Hacia la primavera de 2013, tras unos meses de sorprendente calma en la actividad solar, resultaba obvio que el Sol había descendido a su actual quietud desde 2011, año en que registró una actividad considerable. Esta situación resultaba contradictoria con la predicción del máximo solar, en forma de abundantes manchas, potentes llamaradas y otro tipo de eventos energéticos, para la primavera de este año. En consecuencia, algunos científicos propusieron ahora un modelo de máximo solar del ciclo dividido en un «doble pico». Así, de acuerdo con el heliofísico Dean Pesnell, del Goddard Space Flight Center (GSFC) de la NASA, el incremento de actividad constatado en 2011 pudo tratarse del primer subpico, seguido de un segundo subpico que podría sobrevenir a finales de 2013 e incluso extenderse a los primeros meses de 2014.

## Especulaciones

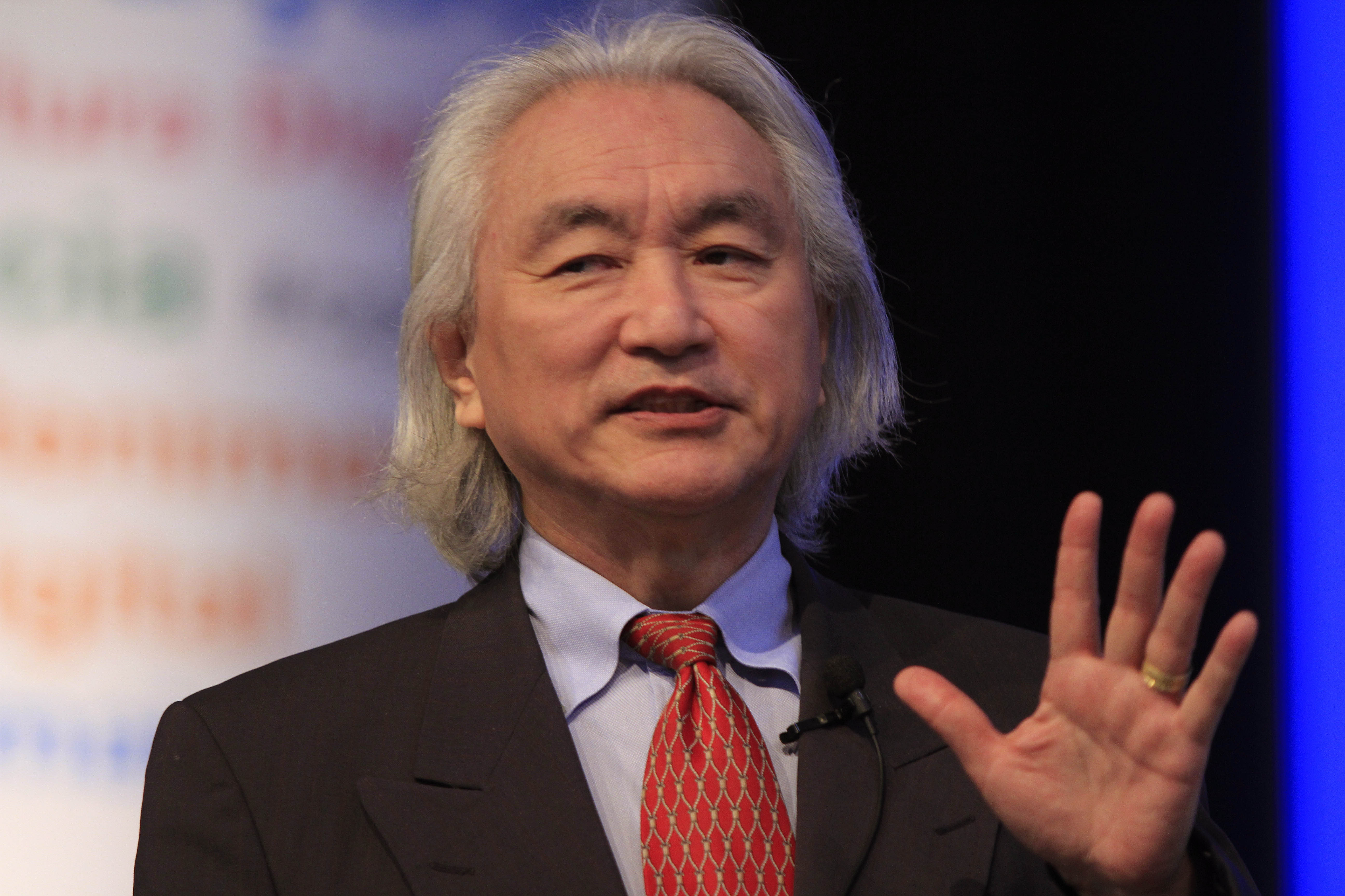
El físico Michio Kaku advirtió sobre las posibles consecuencias desastrosas en las infraestructuras eléctricas e industriales de una tormenta solar especialmente poderosa en el máximo del Ciclo Solar 24.

Desde hace años, el Ciclo Solar 24 ha sido objeto de varias hipótesis y comentarios relativos a sus efectos en la Tierra, potencialmente destructivos. Por ejemplo, desde 2009, el conocido físico teórico y divulgador Michio Kaku, saliendo al paso de las especulaciones en torno al Fenómeno de 2012, llamó la atención sobre la necesidad de desarrollar estrategias para prevenir y, llegado el caso, minimizar los daños que hipotéticas tormentas geomagnéticas (desatadas en la magnetosfera terrestre por el choque de eyecciones de masa coronales (EMC), frentes compactos de plasma o gas ionizado lanzados por el Sol) excepcionalmente potentes pudieran causar en las redes e infraestructuras eléctricas, recordando el impacto que en las redes telegráficas de entonces tuvo la gran tormenta solar de 1859, el conocido como Evento Carrington.
Los propios especialistas de la NASA, que en 2008 patrocinó un estudio de la Academia Nacional de Ciencias (NAS) de estados Unidos titulado Space Weather Events—Understanding Societal and Economic Impacts y que en 2010 tomó parte en el Space Weather Enterprise Forum celebrado en National Press Club de Washington D. C., expresaron su preocupación por la vulnerabilidad de las redes eléctricas en caso de producirse una «supertormenta» solar «potencialmente devastadora», teniendo en cuenta que «nuestra sociedad tecnológica ha desarrollado una sensibilidad sin precedentes a las tormentas solares». Por otro lado, a lo largo de 2012 la NASA divulgó varios comunicados negando credibilidad a las especulaciones catastrofistas en torno al Fenómeno de 2012 y la llamada Profecía Maya.

## Desarrollo del ciclo
| X9.3 | 2017 | Sep 6  | 2673 |    |    |    | -  |
| X6.9 | 2011 | Ago 9  | 1263 | R3 | S1 | Si | -  |
| X5.4 | 2012 | Mar 7  | 1429 | R3 | S3 | Si | G3 |
| X3.3 | 2013 | Nov 5  | 1890 | R3 | -  | Si | -  |
| X3.2 | 2013 | May 14 | 1748 | R3 | -  | Si | -  |
| X2.8 | 2013 | May 13 | 1748 | R3 | -  | Si | -  |
| X2.3 | 2013 | Oct 29 | 1875 | R3 | -  | Si | -  |
| X2.2 | 2011 | Feb 15 | 1158 | R3 | -  | Si | G1 |
| X2.1 | 2013 | Oct 25 | 1882 | R3 | -  | Si | -  |
| X2.1 | 2011 | Sep 6  | 1283 | R3 | S1 | Si | G3 |
| X1.9 | 2011 | Nov 3  | 1339 | R3 | -  | Si | -  |
| X1.9 | 2011 | Sep 24 | 1302 | R3 | S1 | Si | G4 |
| X1.8 | 2011 | Sep 7  | 1283 | R3 | S1 | Si | G1 |
| X1.8 | 2012 | Oct 23 | 1598 | R3 | -  | No | -  |
| X1.7 | 2013 | Oct 25 | 1882 | R3 | -  | Si | -  |
| X1.7 | 2012 | Ene 27 | 1402 | R3 | S2 | Si | -  |
| X1.7 | 2013 | May 13 | 1748 | R3 | -  | Si | -  |
| X1.5 | 2011 | Mar 9  | 1166 | R3 | -  | Si | G2 |
| X1.4 | 2011 | Sep 22 | 1302 | R3 | -  | Si | -  |
| X1.4 | 2012 | Jul 12 | 1520 | R3 | S1 | Si | G2 |
| X1.3 | 2012 | Mar 7  | 1430 | R3 | S3 | No | -  |
| X1.2 | 2014 | Ene 7  | 1944 | R3 | S2 | Si | -  |
| X1.2 | 2013 | May 15 | 1748 | R3 | S1 | Si | G1 |
| X1.1 | 2013 | Nov 8  | 1890 | R3 | -  | Si | -  |
| X1.1 | 2013 | Nov 10 | 1890 | R3 | -  | Si | -  |
| X1.1 | 2012 | Mar 5  | 1429 | R3 | -  | Si | G2 |
| X1.1 | 2012 | Jul 6  | 1515 | R3 | S1 | Si | G1 |
| X1.0 | 2013 | Nov 19 | 1893 | R3 | S1 | Si | -  |
| X1.0 | 2013 | Oct 28 | 1875 | R3 | S1 | Si | -  |
| M9.9 | 2014 | Ene 1  | 1936 | R2 | -  | Si | -  |
| M9.3 | 2013 | Oct 24 | 1877 | R2 | -  | Si | -  |
| M9.3 | 2011 | Ago 4  | 1261 | R2 | S1 | Si | G4 |
| M9.3 | 2011 | Jul 30 | 1260 | R2 | -  | No | -  |
| M9.0 | 2012 | Oct 20 | 1598 | R2 | -  | Si | -  |
| M8.7 | 2012 | Ene 23 | 1402 | R2 | S3 | Si | G1 |
| M8.4 | 2012 | Mar 10 | 1429 | R2 | -  | Si | -  |
| M8.3 | 2010 | Feb 12 | 1046 | R2 | -  | Si | -  |
| M7.9 | 2012 | Mar 13 | 1429 | R2 | S2 | Si | G2 |
| M7.7 | 2012 | Jul 19 | 1520 | R2 | -  | Si | -  |
| M7.4 | 2011 | Sep 25 | 1302 | R2 | -  | Si | G1 |
| M7.2 | 2014 | Ene 7  | 1944 | R2 | -  | No | -  |
| M7.1 | 2011 | Sep 24 | 1302 | R2 | -  | Si | G4 |
| M6.9 | 2012 | Jul 8  | 1515 | R2 | S1 | Si | -  |
| M6.7 | 2011 | Sep 8  | 1283 | R2 | -  | Si | G1 |
| M6.6 | 2014 | Ene 30 | 1967 | R2 | -  | Si | -  |
| M6.6 | 2011 | Feb 13 | 1158 | R2 | -  | Si | -  |
| M6.6 | 2011 | Feb 18 | 1158 | R2 | -  | No | -  |
| M6.5 | 2013 | Abr 11 | 1719 | R2 | S2 | Si | -  |
| M6.4 | 2013 | Dic 31 | 1936 | R2 | -  | Si | -  |
| M6.4 | 2010 | Feb 7  | 1045 | R2 | -  | Si | -  |
| M6.3 | 2013 | Nov 1  | 1884 | R2 | -  | No | -  |
| M6.3 | 2012 | Mar 9  | 1429 | R2 | -  | Si | G2 |
| M6.1 | 2012 | Jul 5  | 1515 | R2 | -  | No | -  |
| M6.1 | 2012 | Jul 28 | 1532 | R2 | -  | Si | -  |
| M6.0 | 2012 | Nov 13 | 1613 | R2 | -  | Si | -  |
| M6.0 | 2011 | Ago 3  | 1261 | R2 | -  | Si | G4 |
| M5.9 | 2013 | Jun 7  | 1762 | R2 | -  | Si | -  |
| M5.8 | 2011 | Sep 24 | 1302 | R2 | -  | ?  | -  |
| M5.7 | 2012 | May 10 | 1476 | R2 | -  | Si | -  |
| M5.7 | 2013 | May 3  | 1739 | R2 | -  | Si | -  |
| M5.6 | 2012 | Jul 2  | 1515 | R2 | -  | Si | -  |
| M5.5 | 2012 | Ago 18 | 1548 | R2 | -  | No | -  |
| M5.4 | 2010 | Nov 6  | 1121 | R2 | -  | ?  | -  |
| M5.3 | 2011 | Sep 6  | 1283 | R2 | -  | Si | G3 |
| M5.3 | 2011 | Mar 8  | 1165 | R2 | -  | Si | G1 |
| M5.3 | 2012 | Jul 4  | 1515 | R2 | -  | Si | -  |
| M5.1 | 2013 | Oct 28 | 1875 | R2 | -  | Si | -  |
| M5.1 | 2012 | May 17 | 1476 | R2 | S2 | Si | -  |
| 'Fuentes: Solarham.com y NOAA/SWPC. (*) Notas: El campo EMC indica si la llamarada solar desencadenó una eyección de masa coronal, orientada o no a la Tierra. Los campos BR, TRS y TGM se refieren a las escalas de la NOAA de Bloqueos de Radio, Tormentas de Radiación Solar y Tormentas Geomagnéticas: G1 (menor); G2 (moderada); G3 (fuerte); G4 (severa); G5 (extrema). |      |        |      |    |    |    |    |

### 2008
El 4 de enero de 2008, la aparición en la fotosfera de una mancha solar de polaridad invertida y latitud alta (30° N) fue aceptada como la señal que indicaba el comienzo del Ciclo Solar 24. La NOAA bautizó a esta mancha como AR 10981 (AR de región activa), o 981 para uso coloquial.
La AR1007 emitió la primera llamarada solar de clase B (sobre una escala, de menor a mayor potencia, A, B, C, M y X) el 2 de noviembre de 2008.
La AR1009 emitió la primera llamarada de clase C, una C1,4, el 11 de diciembre de 2008.
En 2008, los días sin manchas fueron 266 (el 73%). A lo largo del año solamente se observó un número escasísimo de manchas, menos de cinco en todos los meses salvo en marzo, cuando la cara visible del Sol mostró nueve manchas.

### 2009
La actividad solar se mantuvo en niveles muy bajos a lo largo de 2009. Este año, los días sin manchas fueron 260 (el 71%). Solamente en diciembre el número de manchas mensuales superó la decena.

### Enero 2010

#### Primera llamarada de clase M
La AR1041 produjo la primera llamarada solar de clase M el 19 de enero de 2010. Esta fulguración, una M2,3, fue seguida a las pocas horas por una M1,7 y en la jornada posterior por cuatro llamaradas consecutivas también de clase M, la más potente de las cuales fue una M3,4. El 20 de enero se registró una tormenta geomagnética menor (G1).

### Febrero 2010
La AR1046 produjo una erupción M8,3 el 12 de febrero. No se registraron grandes alteraciones en el campo magnético de la Tierra. Este mes, las regiones activas 1045 y 1046 fueron el origen de nueve llamaradas de clase M.

### Abril 2010

#### Primera eyección de masa coronal
El 3 de abril de 2010 el Sol emitió la primera eyección de masa coronal (EMC) del ciclo. La gran explosión de plasma solar no estuvo, sin embargo, relacionada con una erupción o llamarada; de hecho, en todo este mes solamente se registró una erupción de baja intensidad, de clase C. El frente de la EMC, plenamente geoefectivo, impactó en la magnetosfera terrestre el día 5, causando una tormenta geomagnética. El Índice Kp, que cuantifica las perturbaciones en el componente horizontal del campo magnético de la Tierra, se situó en 7, lo que se tradujo en una tormenta geomagnética de nivel G3 (fuerte), de acuerdo con la escala (de 1 a 5) de la NOAA.

### Agosto 2010

#### Eyecciones múltiples de masa
Entre los días 1 y 2 de agosto de 2010 la cara visible del Sol presentó una actividad tumultuosa que fue registrada por el Solar Dynamics Observatory (SDO) de la NASA y otros satélites de observación. Los fenómenos observados fueron múltiples filamentos magnéticos, estallidos de radio, una erupción de clase C3,2, en la AR1092, y hasta cuatro EMCs seguidas y orientadas a la Tierra, con velocidades comprendidas entre los 670 y los 1.118 km/s. Dos frentes de gas ionizado se abatieron sobre la magnetosfera los días 3 y 4, provocando una tormenta geomagnética G2 (moderada). El tercer frente, correspondiente a la última EMC, no llegó a generar perturbaciones. A causa de las tormentas geomagnéticas, se observaron auroras boreales en lugares de Estados Unidos en torno a la latitud 45° N, como Michigan y Wisconsin, y de Europa hasta la latitud 56° N, como Dinamarca.

- Animación producida por ell satélite solar STEREO.

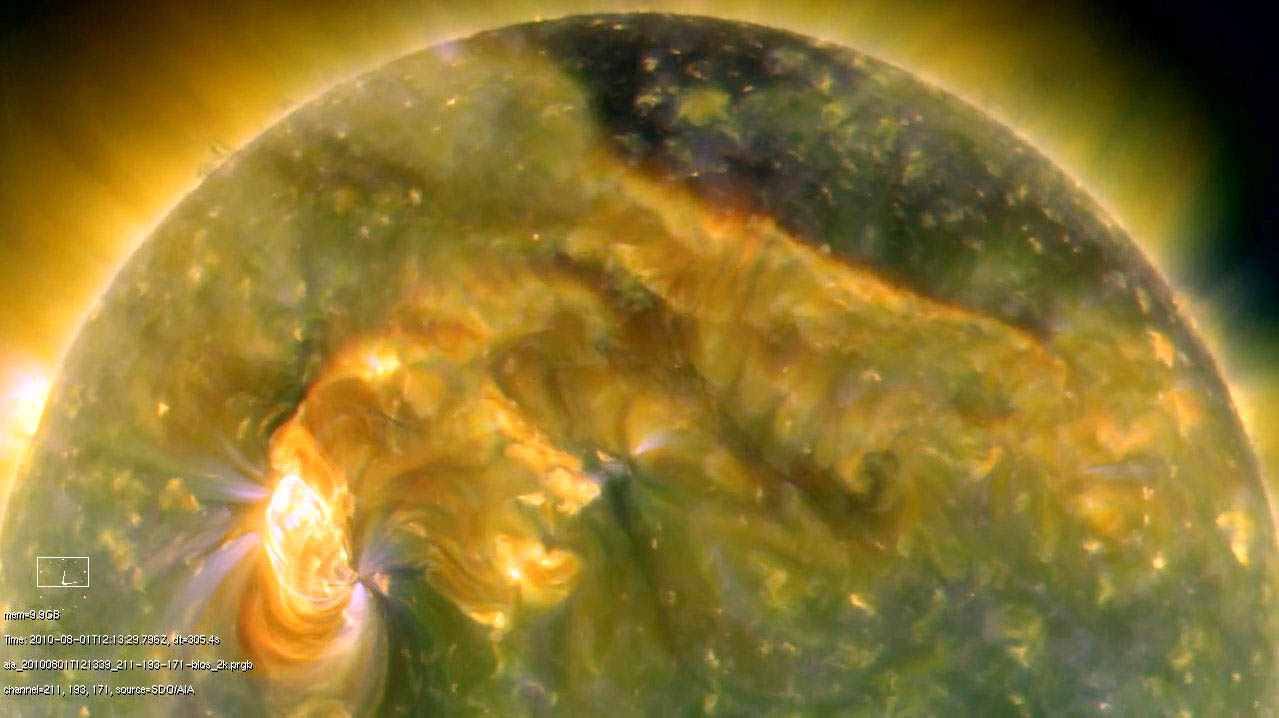
El hemisferio norte del Sol durante la primera EMC, vista en el ultravioleta extremo por el SDO.

#### Primera tormenta de radiación solar
Sin relación con las EMC múltiples de principios de mes, el día 14 de agosto una llamarada de clase C4,4, originada en la AR1099, desencadenó en la atmósfera terrestre una tormenta de radiación solar, o tormenta de protones, la primera del Ciclo Solar 24. Este evento, susceptible de provocar disrupciones en las radiocomunicaciones, resultó ser poco energético (los protones ionizantes fueron fácilmente absorbidos por la ionosfera) y recibió el nivel S1 (menor) en la escala de la NOAA.

### Noviembre 2010
La AR1121 emitió una llamarada de clase M5,4 el 6 de noviembre de 2010. El evento no provocó alteraciones geomagnéticas de carácter tormentoso.

### Diciembre 2010
El año 2010 concluyó con 51 días (el 14%) sin manchas. El mes con más manchas observadas fue septiembre (25) y el que menos abril (8). En el conjunto de 2010 se observaron 22 erupciones de clase M en la cara visible del Sol.

### Febrero 2011

#### Primera llamarada de clase X (Tormenta del día de San Valentín)

Secuencia animada de la Tormenta del Día de San Valentín, la primera llamarada de clase X del Ciclo Solar 24, una X2,2, producida el 15 de febrero de 2011. Imágenes tomadas por el satélite SDO de la NASA.

El 15 de febrero de 2011 la AR1158, dos días después de emitir una llamarada M6,6, produjo la primera fulguración de clase X, las de mayor potencia, una X2,2, del Ciclo 24. De hecho, se trató de la primera erupción de clase X desde diciembre de 2006, cuando el Ciclo Solar 23. La comunidad científica bautizó este evento como la Tormenta del día de San Valentín. La NOAA lanzó una alerta R3 (fuerte) de bloqueo de radio. Además de irradiar la Tierra con flujos de rayos X y UV, la explosión también desencadenó una EMC geoefectiva. La magnetosfera terrestre recibió el impacto del frente de partículas eléctricamente cargadas el 18 de febrero, desatándose una tormenta geomagnética menor (G1).

El 18 de febrero la AR1158 produjo otra erupción M6,6, que no tuvo EMC asociada. En total, 13 llamaradas de clase M fueron observadas este mes, que, en líneas generales, marcó un significativo aumento de la actividad solar en cuanto a manchas, erupciones y emisiones de radio.

### Marzo 2011
En el tercer mes de 2011 se acentuó la tendencia al alza en la actividad solar. El número de manchas observadas, 56, casi duplicó el de febrero. La afloración de manchas y regiones activas no tuvo precedentes desde noviembre de 2003. Las emisiones de radio en la longitud de onda de los 10,7 cm (flujo F 10,7) alcanzaron el valor de 115,3, el mayor desde agosto de 2004. Además, hubo 21 llamaradas de clase M y una de clase X.

Entre los días 7 y 9 se produjo una importante secuencia de llamaradas M, siendo la mayor una M5,3 producida por la AR1165 el día 8. En la víspera, los alrededores de la AR1164 fueron el punto de partida de una EMC no geofectiva que se alejó del Sol a la velocidad de 2.200 km/s, la más rápida desde septiembre de 2005.

En la última hora del 9 de marzo la AR1166 emitió una potente llamarada impulsiva X1,5, generadora de una alerta de bloqueo de radio R3 (fuerte). La EMC a ella relacionada provocó una tormenta geomagnética G2 dos días después.

### Mayo 2011

#### Impacto cometario y EMC
Aunque este mes fue irrelevante por lo que respecta a la actividad solar, el día 11 registró un fenómeno astronómico espectacular: el choque y desintegración de un cometa en la corona solar, a un millón de kilómetros de la fotosfera, seguidos inmediatamente de una gran eyección de masa coronal en una zona no lejana al punto del impacto. En un principio, la comunidad científica no estableció una relación de causa y efecto entre los dos eventos, y habló de mera coincidencia. Sin embargo, la repetición del fenómeno en octubre del mismo año (véase epígrafe) hizo reconsiderar la posibilidad de algún tipo de conexión, imposible de explicar. De existir esta, constituye un misterio cómo podrían los restos vaporizados de un objeto minúsculo (unos pocos kilómetros a lo sumo) desencadenar la expulsión violenta hacia el espacio, a cientos de kilómetros por segundo, de una gigantesca nube de plasma con una masa de cientos de millones de toneladas.

### Julio 2011
La AR1260 produjo una llamarada de clase M9,3 el 30 de julio de 2011. A causa de su impulsividad y brevedad, la erupción no estuvo acompañada de una descarga de gas material ionizado o EMC. La tranquilidad predominó en la superficie y la corona del Sol entre abril y julio de 2011, período que registró una caída en la aparición de manchas y en los flujos de emisiones de radio con respecto al mes de marzo.

### Agosto 2011

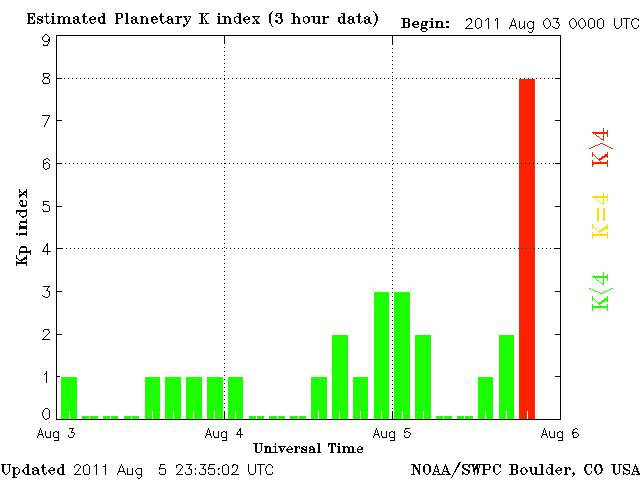
Situación del índice Kp planetario, indicativo del grado de perturbación de la magnetosfera terrestre, en los primeros días de agosto de 2011. En las últimas horas del 5 de agosto, la llegada de una compacta EMC elevó súbitamente el Kp de 2 a 8, desencadenándose una tormenta geomagnética G4, es decir, severa (monitor en tiempo real del SWPC de la NOAA)

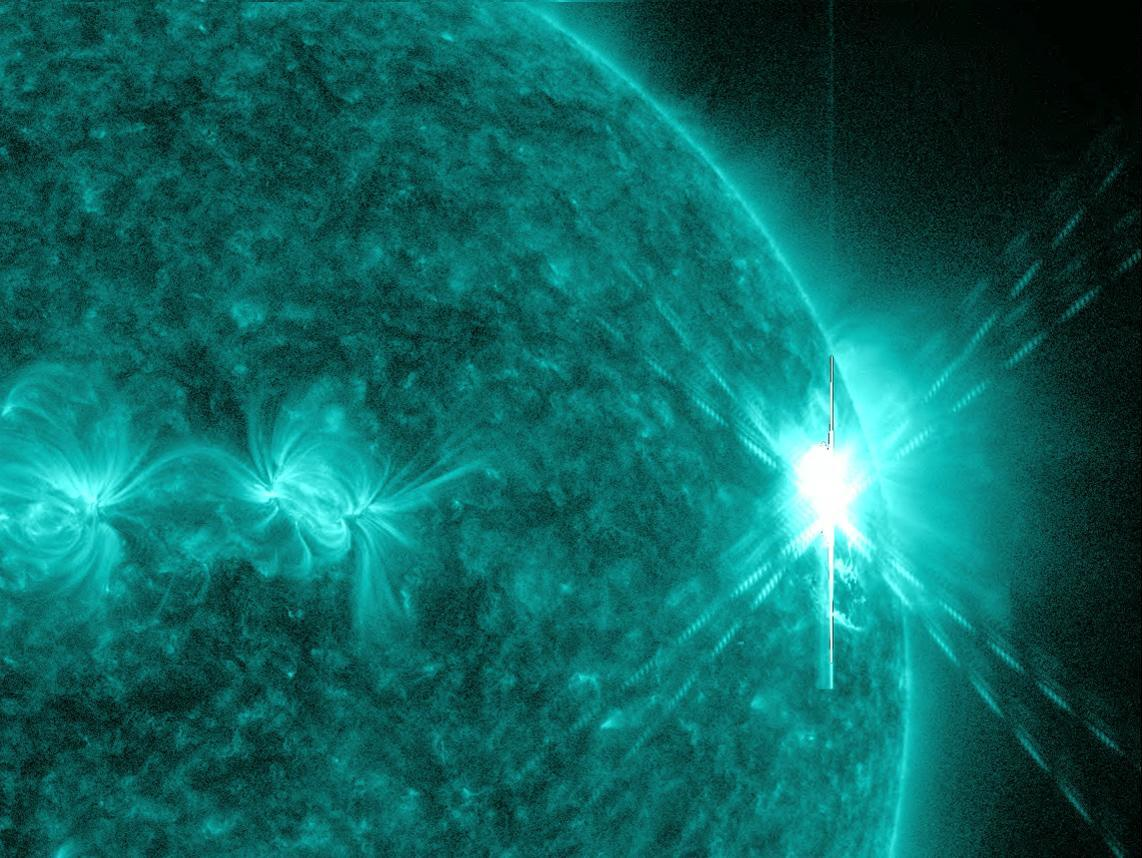
La llamarada X6,9 del 9 de agosto de 2011, registrada por el satélite SDO de la NASA con la cámara de ultravioleta extremo en la longitud de onda de los 131 Angstroms.

El 5 de agosto de 2011, la nube combinada de tres eyecciones de masa coronal produjo auroras boreales que en Estados Unidos pudieron divisarse desde latitudes tan al sur como Utah,  Colorado, Oklahoma y Alabama. En Europa, hubo observaciones desde Inglaterra, Alemania y Polonia. En el hemisferio sur las auroras australes cubrieron los cielos de Sudáfrica, el sur de Chile y Australia meridional. La tormenta geomagnética desencadenante del espectáculo celeste, la más potente en años, alcanzó el nivel G4 (severo, correspondiente a un Índice Kp=8). Las EMC fueron lanzadas por tres fulguraciones de clase M producidas por la AR1261: M1,4 (2 de agosto), M6,0 (3 de agosto) y M9,3 (4 de agosto).

#### Llamarada de clase X6,9
A las 08:05 horas (UT) del día 9 de agosto, la AR1263 produjo la tercera llamarada de clase X del Ciclo Solar 24 y la más potente hasta la fecha (a noviembre de 2013): una masiva fulguración X6,9, que trajo consigo una EMC de potencia consonante. Aunque la erupción y la EMC no apuntaron a la Tierra y toda la materia expulsada se diseminó en el espacio, el flujo de radiación sí generó olas de ionización en las capas altas de la atmósfera terrestre, interrumpiendo brevemente las comunicaciones radiofónicas en algunas frecuencias de VLF y HF. La NOAA emitió una alerta de bloque de radio R3 (fuerte). También se registró un evento de protones (tormenta de radiación solar) superior a los 10 MeV iones y las 10 pfu unidades de flujo de protones (pfu); este evento de ionización atmosférica fue categorizado como S1.
En agosto de 2011 la cara visible del Sol produjo en total siete erupciones de clase M.

### Septiembre 2011

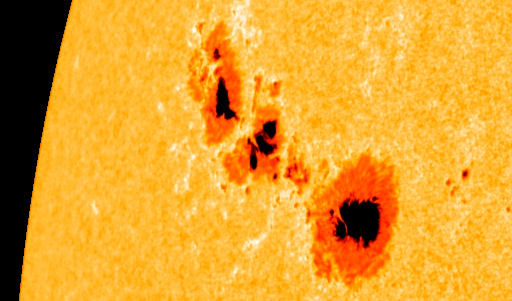
El conjunto de manchas integradas en la región activa 1302, responsable de dos erupciones de clase X y de 16 de clase M en septiembre de 2011. Imagen tomada por el satélite SDO de la NASA.

La AR1283 emitió una llamarada de clase M5,3 en la segunda hora del 6 de septiembre. El chorro de radiación, no orientado a la Tierra, desató un bloqueo de radio R2 (moderado) en las capas altas de la ionosfera. 21 horas más tarde, a las 22:12 UT, la misma región activa produjo una fulguración más potente, de clase X2,1. La NOAA detectó un bloqueo de radio R3 (fuerte) y una tormenta de protones S1 (menor). La EMC combinada de estas dos erupciones llegó a la Tierra el 9 de septiembre, provocando una tormenta geomagnética G3 (fuerte).
El 7 de septiembre la AR1283 produjo otra llamarada de clase X, una X1,8. La NOAA lanzó sendas alertas R3, S1 y G1; esta tormenta geomagnética menor afectó a la magnetosfera cuando la EMC asociada llegó el día 10, inmediatamente después de la EMC desatada por las erupciones del día 6. El 8 de septiembre se produjo una cuarta llamarada de consideración en torno a la AR1283; el evento alcanzó la clase M6,7 y la NOAA emitió una alerta de bloqueo de radio R2.
El 22 de septiembre la gran AR1302 emitió una llamarada de clase X1,4. La NOAA registró un bloqueo de radio R3. La EMC asociada a esta erupción no fue geoefectiva. Dos días después, la misma región activa produjo una fulguración X1,9. La NOAA detectó inmediatamente un bloqueo de radiocomunicaciones de clase R3 y un pulso ionizante S1. En las 31 horas siguientes, la cara visible del Sol lanzó una cadena espectacular de 14 llamaradas de clase M, la mayoría surgidas en torno a la AR1302, las más potentes de las cuales fueron dos M7. Los dos primeros estallidos, X1,9 y M7,1, producidos con algo más de tres horas de diferencia entre sí, desencadenaron un par de EMC consecutivas en dirección a la Tierra que el día 26 dieron lugar a una tormenta geomagnética G4 (severa). La intensa actividad de la AR1302, un conjunto de tres manchas particularmente energético, se vio favorecida por su configuración magnética del tipo beta-gamma-delta.
En total, la cara visible del Sol produjo cuatro llamaradas de clase X y 31 de clase M en septiembre de 2011. A lo largo del mes se observaron 78 manchas y las emisiones de radio en la longitud de onda de los 10,7 cm (flujo F 10,7) alcanzaron el valor de 134.5. Este conjunto de eventos y emisiones convierte a septiembre de 2011 en uno de los más activos del Ciclo Solar 24.

### Octubre 2011
El Sol produjo en su cara visible ocho erupciones de clase M este mes. La más potente, una M3,9, seguida de una EMC orientada a la Tierra (que generó una tormenta geomagnética G1 al cabo de tres días), fue emitida el 2 de octubre por la AR1305.

#### Impacto cometario y EMC
El 1 de octubre las regiones activas 1302 y 1305 emitieron sendas fulguraciones C4,1 y M1,2. La doble erupción, aunque menor, coincidió con la llegada de un cometa, descubierto por astrónomos amateurs el 29 de septiembre. El cometa se desintegró en la corona solar minutos antes de desprenderse una EMC, hecho que suscitó especulaciones sobre una relación directa, no meramente casual, entre ambos eventos. El satélite SOHO filmó con todo detalle el espectacular suceso, muy similar al sucedido en mayo (véase epígrafe).

### Noviembre 2011
El día 3 de este mes la AR1339, con 40.000 km de ancho y casi el doble de longitud, una de las regiones de manchas más extensas de las divisadas en los últimos años, produjo una erupción de clase X1,9. El evento provocó una alerta de bloqueo de radio R3 (fuerte) y fue seguido por una EMC no dirigida a la Tierra. En el conjunto del mes el disco visible del Sol emitió 13 fulguraciones de clase M, ninguna de las cuales superó el nivel M5. Los valores de 96,7 manchas visuales y 153,1 del flujo de radio F 10,7 hacen de noviembre de 2011 el mes más activo del Ciclo Solar 24 hasta ahora. No obstante, estos valores son muy inferiores a los de los picos respectivos del Ciclo Solar 23.

### Diciembre 2011
La actividad solar decreció en el último mes de 2011 con respecto a noviembre. Con todo, se produjeron ocho llamaradas de clase M, siendo la más potente un evento M4,0 que tuvo lugar el 25 de diciembre.
El año 2011 concluyó con 111 llamaradas de clase M y ocho de clase X. De sus 365 días, solamente 2 no presentaron manchas solares.

### Enero 2012
La AR1401 liberó una llamarada M3,2 y una EMC de halo completo el 19 de enero. Esta EMC alcanzó la magnetosfera terrestre en las primeras horas del 22 de enero, provocando una tormenta geomagnética G1 (leve). Al día siguiente, 23 de enero, la AR1402 emitió una fulguración M8,7. Este evento produjo una tormenta de radiación solar cuya intensidad fue clasificada por la NOAA como fuerte (S3). Se trató de la primera S3 desde mayo de 2005.
También tuvo lugar una EMC muy rápida que alcanzó la Tierra al día siguiente, ocasionando una tormenta geomagnética G1.
El 27 de enero la AR1402 desencadenó una fulguración de clase X1,7. El SWPC de la NOAA emitió una alerta de bloqueo de radio R3 (fuerte) y otra de tormenta de radiación S2 (moderada). Como en este momento esta mancha estaba ya muy virada hacia el oeste siguiendo la rotación del Sol, la EMC relacionada no apuntó a la Tierra y se perdió en el espacio. No hubo, por tanto, ninguna fluctuación significativa en la magnetosfera terrestre.

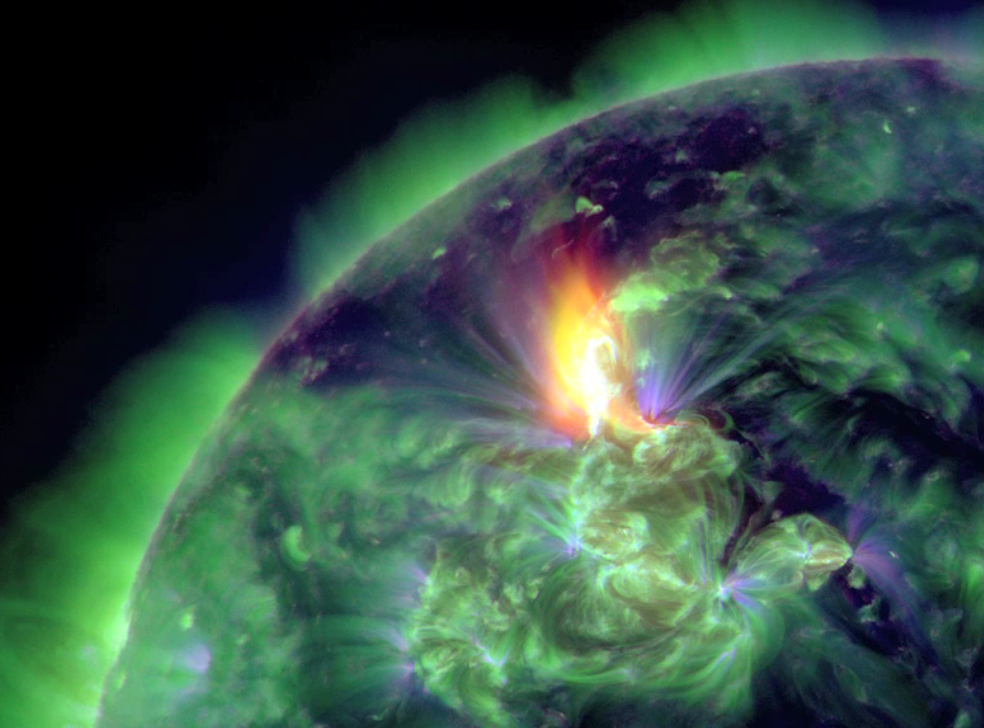
La llamarada M3,2 del 19 de enero de 2012, filmada por el SDO.
- La llamarada M8,7 del 23 de enero de 2012, filmada por el SDO.
- Primer plano de la llamarada M8,7 del 23 de enero de 2012, registrado por el SDO.
- Secuencia del SDO de la llamarada X1,7 del 27 de enero de 2012.

En este mes continuaron descendiendo los valores RI de número de manchas (58,3) y F 10,7 de radio (133,1).

### Marzo 2012

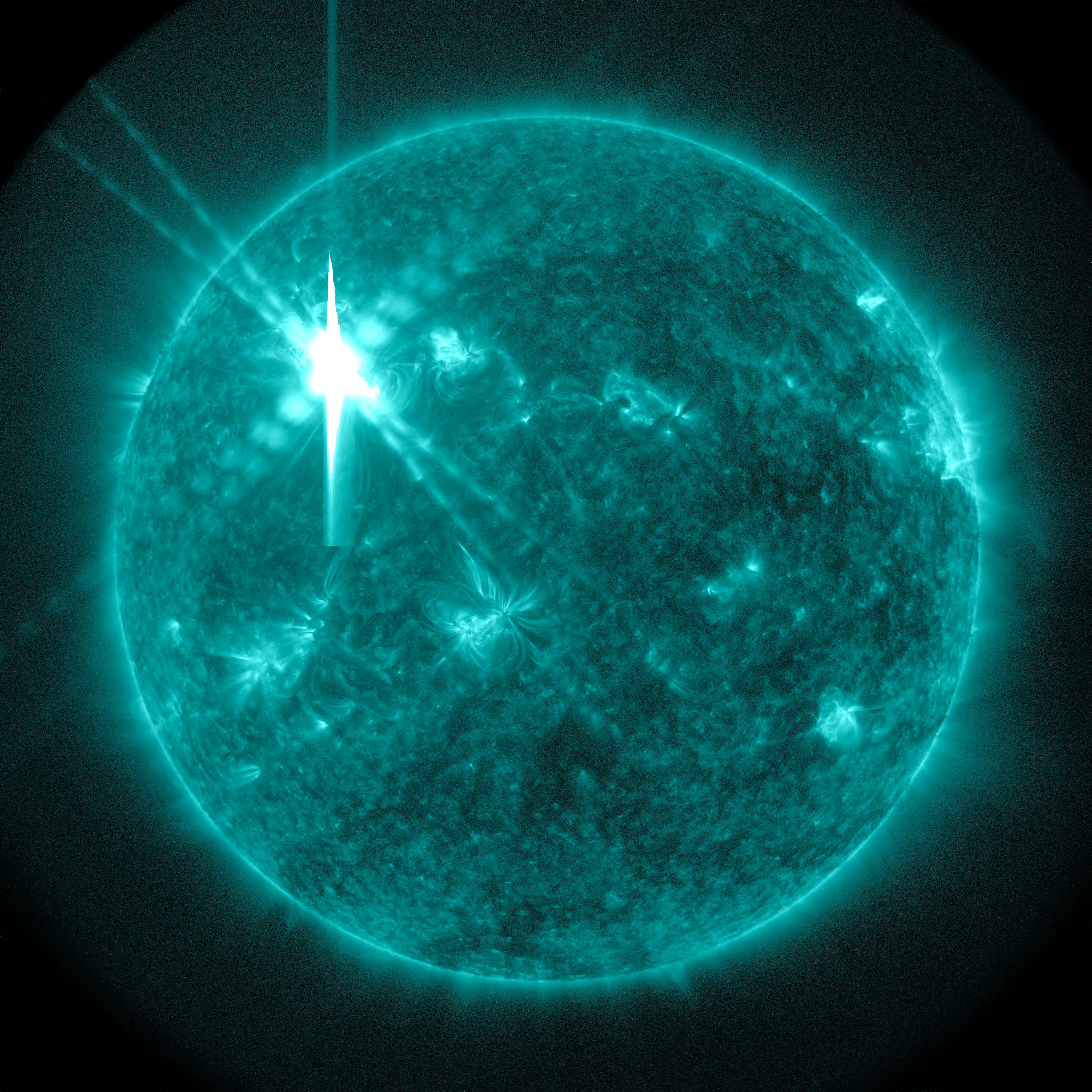
El destello de la gran erupción X5,4 del 7 de marzo de 2012, captado por el satélite SDO de la NASA con la cámara de ultravioleta extremo en la longitud de onda de los 131 Angstroms.

Tras un mes de febrero sin eventos destacados, en marzo de 2012 la actividad del Sol experimentó un considerable repunte. En las primeras horas del 5 de marzo la AR1429, una zona de manchas muy energética, aparecida tres días antes y con un tamaño de la mitad de Júpiter, emitió una llamarada de clase X1,1 de larga duración. El SWPC de la NOAA emitió una alerta de bloqueo de radio R3 (fuerte) que afectó una amplia zona comprendida por Asia Oriental, Asia Central y Australia. La EMC asociada a este evento llegó a la Tierra el 7 de marzo y generó una tormenta geomagnética G2 (moderada). Antes de terminar el 5 de marzo, esta fulguración de clase X fue seguida por numerosas (35) llamaradas menores de las clases C y M, todas surgidas de la misma región activa, la 1429.

#### Llamarada de clase X5,4
En los primeros minutos del día 7 de marzo la AR1429, que seguía aumentando de tamaño a medida que rotaba en el disco de la fotosfera solar, produjo una potente llamarada que alcanzó el nivel X5,4. El segundo chorro de radiación X más intenso del ciclo (luego de la fulguración X6,9 de agosto de 2011) causó una alerta NOAA R3, es decir, bloqueo de radio fuerte. La EMC asociada impactó la Tierra dos días después, encontrado una magnetosfera ya alterada por la anterior EMC del 7 de marzo y provocando una tormenta geomagnética G3 (fuerte). Cuando la llamarada X5,4 ya estaba descendiendo, a la media hora de alcanzar su pico, el flujo de radiación X experimentó un ligero repunte dentro de la categoría X. Los satélites GOES registraron entonces una fulguración X1,3 cuyo origen no fue la AR1429, sino la aledaña AR1430. En este caso, no se observó EMC asociada. En conexión con ambas fulguraciones se produjo una tormenta de radiación solar que el SWPC clasificó como S3 (fuerte) al superar el flujo de iones los 1.000 MeV.
Meses más tarde, en junio, la NASA informó que su Telescopio Fermi, observatorio espacial diseñado para estudiar las fuentes de rayos gamma, había detectado en la llamarada X5,4 de marzo el más potente flujo de radiación gamma –superior a los 100 millones de electronvoltios (MeV)- asociado a una erupción solar en toda la historia de la medición de este tipo de fenómenos. También fue muy notable la duración de esta emisión de radiaciones de la más alta energía, pues persistió durante 20 horas, más del doble de tiempo que cualquier otro evento de estas características en el pasado.

La AR1429, ya virada al oeste, aún conservó energía como para emitir una fulguración M6,3 el 9 de marzo, una M8,4 al día siguiente y una M7,9 el 13 de marzo. Todas estas erupciones fueron seguidas de sendas EMC, orientadas a la Tierra en mayor o menor grado. La primera nube de plasma alcanzó la magnetosfera el 12 de marzo, causando una tormenta geomagnética G2 (moderada). La segunda EMC resultó no ser geoefectiva. El tercer frente de partículas ionizadas alcanzó nuestro planeta el 15 de marzo, provocando otra tormenta G2.
Días más tarde, el Mando Espacial de la Fuerza Aérea de Estados Unidos (AFSPC) informó que las tormentas solares del 7-10 de marzo habían podido dejar temporalmente fuera de servicio algunos satélites militares. La NASA indicó por su parte que las radiaciones llegadas a la Tierra habían calentado la atmósfera superior con una dosis de radiación infrarroja sin precedentes desde 2005. Entre el 8 y el 10 de marzo la termosfera absorbió 26 000 millones de kWh de energía; el 95% de la misma terminó siendo devuelta al espacio.
Marzo de 2012, uno de los meses más activos del Ciclo solar 24, concluyó con 19 llamaradas de clase M y tres de clase X.

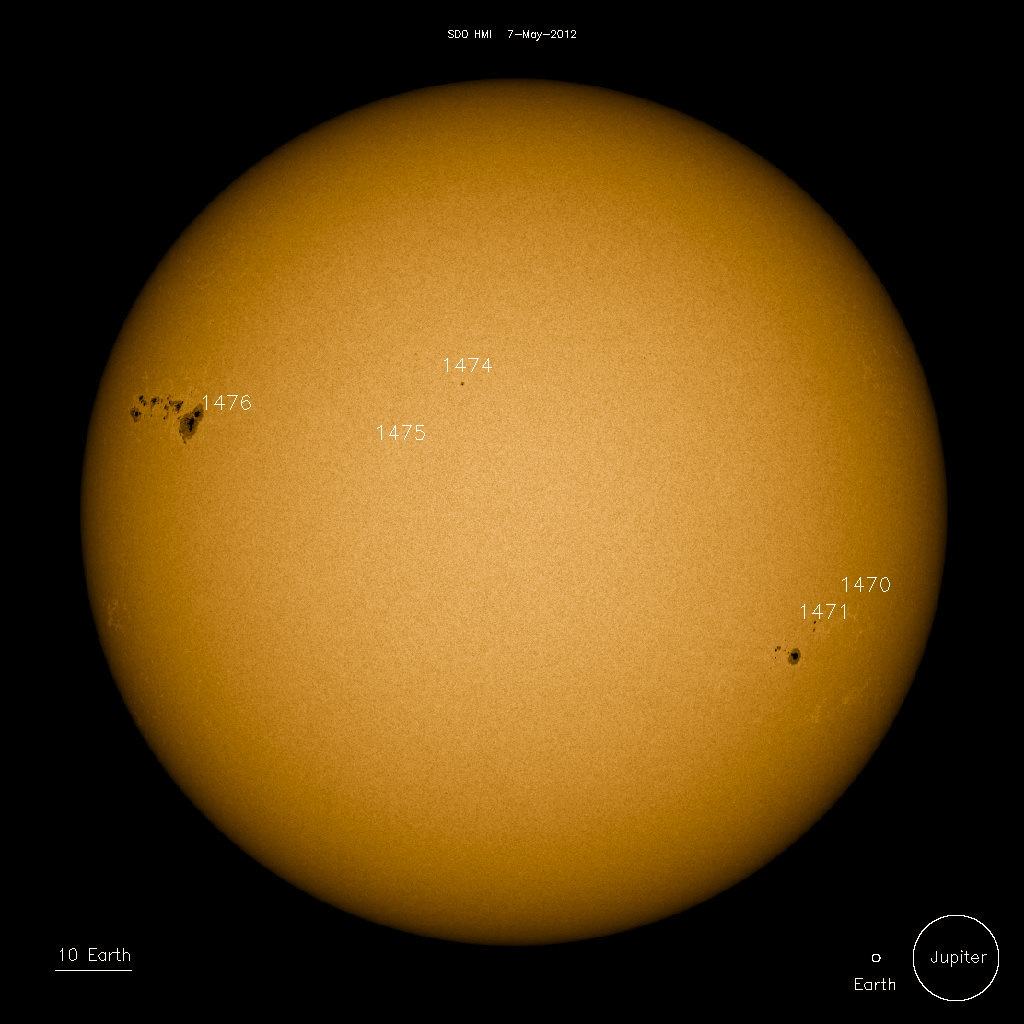
La enorme zona de manchas 1476, en la parte izquierda del disco de la fotosfera solar, fotografiada por el Solar Dynamics Observatory (SDO) de la NASA en mayo de 2012.

### Mayo 2012
La actividad solar se incrementó en mayo de 2012 con respecto a abril anterior, que había marcado un descenso en relación con marzo. La fotosfera emitió una docena de llamaradas de clase M, la mayor de las cuales fue la M5,7 surgida el 10 de mayo en la AR1476. Esta enorme zona de manchas, la mayor de las formadas desde el comienzo del ciclo solar hasta esta fecha, tenía el tamaño de Júpiter. La AR1476, bautizada monster sunspot por los científicos de la misión del observatorio Solar Dynamics Observatory (SDO), emitió numerosas llamaradas de clase C y fue la responsable de 11 de las 12 llamaradas de clase M observadas este mes.

### Junio 2012
Este mes fueron observadas 11 llamaradas de clase M, la más potente de las cuales fue la M3,3 producida el 3 de junio por la AR1496.

### Julio 2012
La AR1515 protagonizó una serie muy apretada de erupciones de clases C y M en los primeros días del mes. En la última hora del 6 de julio, al cabo de nada menos que 24 fulguraciones de clase M, la más potente de las cuales fue una M6,1 emitida en la víspera, esta región activa produjo una erupción de clase X1,1 que generó una disrupción R3 (fuerte) en las radiocomunicaciones ionosféricas. La NOAA lanzó también una alerta de tormenta de radiación solar S1 (menor). Otras siete erupciones de clase M, la mayor de las cuales fue una M6,9 registrada el 8 de julio, tuvieron como origen la AR1515 en los dos días siguientes. Las EMC vinculadas a estas fulguraciones, en particular la gran X1,1 del 6 de julio, desataron dos tormentas geomagnéticas menores (G1, Kp=5) los días 6 y 9 del mes.
A la AR1515 le tomó el relevo en cuanto a actividad destacada la enorme AR1520. Esta zona de manchas emitió el 12 de julio, cuando desde nuestra perspectiva se situaba en una longitud central del Sol, una fulguración de clase X1,4 de muy larga duración que supuso un bloqueo de radio R3 y una tormenta de radiación solar S1. La EMC asociada provocó dos días después una tormenta geomagnética G2 (moderada). Otras erupciones superiores a M5 registradas hasta últimos de mes fueron la M7,7 del día 19 (AR1520) y la M6,1 del día 28 (AR1532).

#### EMC excepcionalmente rápida
El 23 de julio de 2012 la AR1520 emitió una EMC extremadamente rápida, con una velocidad de 3.540 km/s. La ardiente nube de plasma, perfectamente registrada y medida por el satélite de observación solar STEREO-A, no encontró en su trayectoria a la Tierra, cuya magnetosfera por tanto no experimentó alteraciones. Los científicos se preguntaron por las consecuencias que habría podido tener un impacto directo en el Kp planetario de una EMC de estas características, entre las más potentes que haya podido medir el hombre.
Julio de 2012 terminó con 45 llamaradas de clase M y dos de clase X. Pese al abundante registro, el mayor de un mes del Ciclo Solar 24 hasta la fecha (noviembre de 2013), julio de 2012 no fue el mes más activo en cuanto a flujo de radio (las emisiones de radio del Sol en la longitud de onda de los 10,7 cm), que marcó 135,6, ni en número de manchas, unas 66.

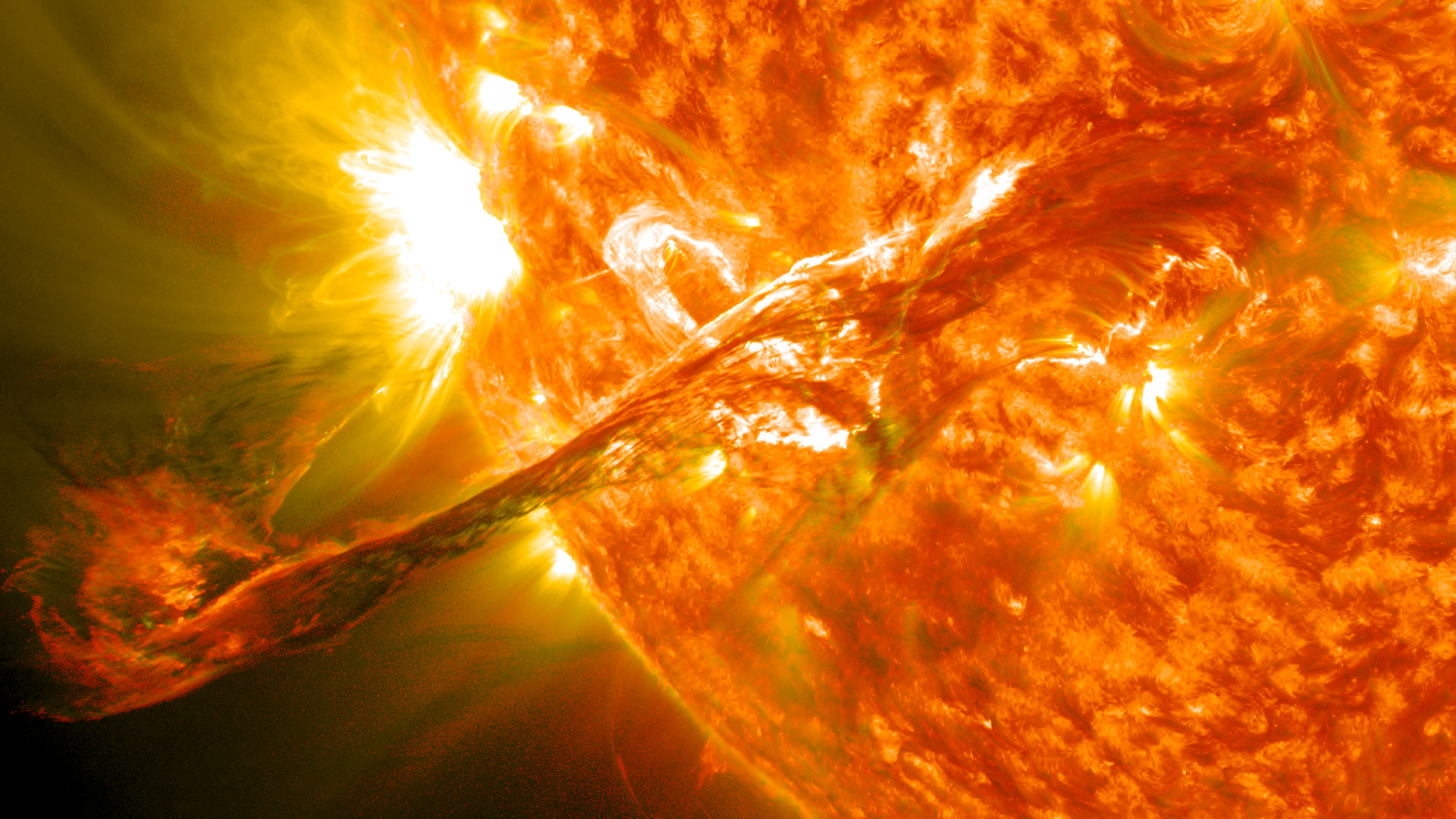
El espectacular filamento eruptivo del 31 de agosto de 2012, captado por el satélite SDO de la NASA

### Agosto 2012
El 31 de agosto de 2012 un largo filamento de material solar que había adquirido prominencia a lo largo de la corona del Sol se desprendió violentamente en dirección al espacio. La erupción, producida en torno a las regiones activas 1562 y 1563, fue catalogada por el satélite GOES 15 como de baja intensidad en cuanto a la emisión de radiaciones de alta energía, un nivel C8,4, pero la explosión causó una eyección de masa coronal de grandes dimensiones que no apuntó directamente a la Tierra. Con todo, la nube de partículas ionizadas alcanzó la magnetosfera terrestre el 3 de septiembre, generando una tormenta geomagnética G2 (moderada). Dos días después el Índice Kp terrestre volvió a alterarse, alcanzado el valor 6, y dando lugar a una nueva y breve G2.
Este mes se produjeron 10 llamaradas solares de clase M, la mayor de las cuales fue la M5,5 emitida el 18 de agosto por la AR1548. Este evento no generó una EMC.

### Septiembre 2012
La erupción de un filamento producida en los últimos minutos del 27 de septiembre trajo consigo una tormenta de radiación solar S1 (menor) que fue alertada por la NOAA al día siguiente, así como una EMC que alteró significativamente el escudo magnético terrestre días después. El 1 de octubre tuvo lugar una tormenta geomagnética que alcanzó el nivel G3 (fuerte). La prominencia solar del 27 de septiembre estuvo conectada a una erupción menor, de clase C3,7, registrada en la AR1577 de la fotosfera. En septiembre de 2012 prosiguió la tendencia a la reducción del número de manchas formadas en la superficie del Sol, que no pasaron de 62. Solamente cuatro fulguraciones de clase M (la mayor, una M1,6) fueron observadas en el disco visible del Sol este mes.

### Octubre 2012
Pese a la nueva reducción del número de manchas solares contadas este mes (53,3 por el método RI, el valor más bajo desde febrero), el Sol produjo dos llamaradas significativas que siguieron a la llegada los días 8 y 9 de una EMC emitida el día 5 y no relacionada con ninguna fulguración (el evento provocó una tormenta geomagnética G2). La primera llamarada, una M9,0, fue liberada el 20 de octubre por la AR1598, situada en la parte izquierda, o este, del Sol. La EMC asociada a este evento no fue geoefectiva.
La segunda llamarada, más potente y muy impulsiva, tuvo lugar el 23 de octubre en la misma región activa y fue categorizada por el satélite GOES de la NASA como de clase X1,8. El SWPC de la NOAA lanzó una alerta de bloque de radio R3 (fuerte). Como es habitual en las erupciones muy impulsivas, no se produjo una EMC.

### Noviembre 2012
Este mes el disco visible del Sol produjo 14 llamaradas de clase M. La más potente fue la M6,0 emitida el 13 de noviembre por la AR1613. Al día siguiente se produjo una tormenta geomagnética G2 (moderada) en relación con una EMC no relacionada con la fulguración de la víspera.

### Diciembre 2012
La actividad solar decreció de una manera muy marcada el último mes del año. El flujo de radio F 10,7 cayó a 108,4, el valor más bajo desde febrero de 2012, y el número RI de manchas observadas se desplomó a 40,8, el valor más bajo desde febrero también. La llamarada solar de mayor potencia fue una C5,7, no habiendo por tanto eventos M o X, lo que no sucedía desde hacía dos años, en diciembre de 2010.
El año 2012 concluyó con 129 llamaradas de clase M y 7 de clase X. No hubo ningún día del año sin manchas solares.

### Abril 2013
De manera inesperada, la actividad solar prolongó los bajos niveles con que cerró 2012 hasta bien entrado 2013, año en que según las predicciones debía tener lugar el máximo del Ciclo Solar 24. Entre diciembre de 2012 y abril de 2013 solamente se observaron 13 llamaradas de clase M, la mayor de las cuales fue la M6,5 liberada por la AR1719 el 11 de abril. Este evento generó en la atmósfera terrestre un bloqueo de radio R2 y una tormenta de radiación solar S2, es decir, moderados. La fulguración fue seguida de una EMC, pero no fue geoefectiva. Con todo, los valores 125 y 72,4 respectivamente del flujo de radio F 10,7 y las manchas observadas según el método RI indicaron una tendencia al alza en la actividad del astro rey.

### Mayo 2013

#### Cadena de llamaradas de clase X

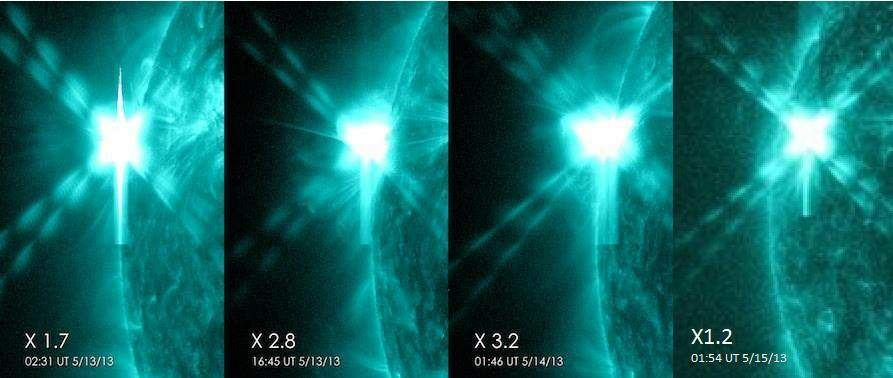
La serie de cuatro llamaradas consecutivas de clase X emitidas por la AR1748 entre el 13 y el 15 de mayo de 2013: X1.7, X2.8, X3.2 y X1.2. Mosaico de imágenes tomadas por el observatorio SDO de la NASA en la longitud de onda de los 131 angstroms (UV extremo).

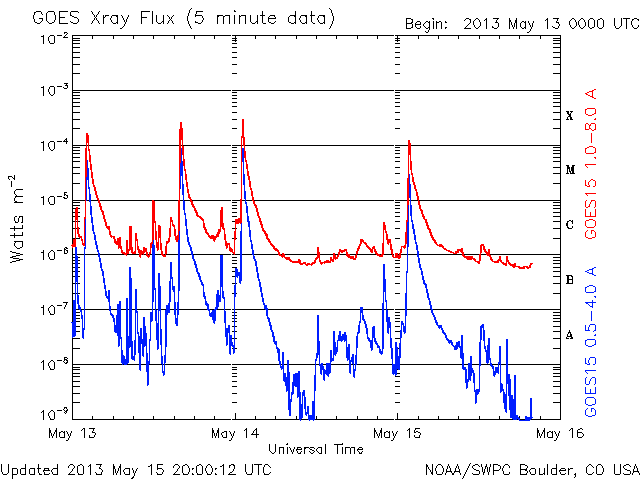
La serie de cuatro llamaradas consecutivas de clase X emitidas por la AR1748 entre el 13 y el 15 de mayo de 2013 tal como fue registrada por el satélite geoestacionario GOES 15, que monitoriza en tiempo real los flujos solares de radiación X en las bandas de 0,5-4,0 angstroms y de 1,0-8,0 angstroms (NOAA/SWPC).

La actividad solar se incrementó rápidamente a mediados de mayo de 2013 con la emisión de cuatro llamaradas consecutivas de clase X en solamente dos días, las primeras del año. Estas poderosas ráfagas de radiación de alta energía surgieron de la nueva región activa 1748, situada en el limbo oriental del Sol y apenas rotada hacia su cara visible. La secuencia comenzó en las primeras horas del 13 de mayo con una fulguración X1,7. El mismo día, a las 16:09 horas (UTC), siguió un evento de clase X2,8. El 14 de mayo la AR1748 emitió una llamarada X3,2. Y el 15 de mayo tuvo lugar un estallido de clase X1,2.
Los cuatro chorros de radiación X generaron en la ionosfera sendos bloqueos de radiocomunicaciones R3 (fuertes). Cada estallido, asimismo, fue seguido de una potente eyección de masa coronal (EMC); las tres primeros frentes de plasma no fueron geoefectivos y se perdieron en el espacio, mientras que el cuarto sí lo fue de manera parcial, dando como lugar una pequeña tormenta geomagnética G1 el 18 de mayo. Además, una tormenta de protones S1 (menor) fue detectada por la NOAA el 15 de mayo en relación con la fulguración X1,2, la que cerró la secuencia.
Además, en mayo de 2013 se detectaron 14 llamaradas de clase M, la más potente de las cuales fue la M5,7 del día 3, causante de un bloqueo de radio R2 y originada en la AR1739. Por otro lado, el 23 de mayo el SWPC de la NOAA lanzó una alerta S3 (fuerte) de tormenta de radiación solar en relación con una fulguración de clase M5,0 producida el día anterior en la AR1745. La EMC relacionada desató una tormenta geomagnética G1 (menor) los días 24 y 25 de mayo.

### Junio a septiembre de 2013
Tras el llamativo rebrote en mayo de la actividad solar, esta volvió a descender, y de manera bastante abrupta, en junio. El flujo de radio F 10,7 cayó de 131,3 a 110,2, y las manchas observadas pasaron de las 78,7 de mayo a solamente 52,5 en estos 30 días del mes central de 2013. No hubo ninguna llamarada de clase X y únicamente 4 de clase M, la mayor de las cuales fue la M5,9 del 7 de junio (AR1762). Ese mismo día, sin relación con tal evento, el Índice Kp terrestre se alteró hasta el valor 6, es decir, dio lugar a una tormenta geomagnética G2, debido a una brusca inclinación hacia el sur del componente Bz (perpendicular a la eclíptica) del campo magnético interplanetario (IMF).

#### Sorprendente descenso de la actividad solar
La calma en la actividad solar iniciada en junio de 2013 se prolongó durante casi cuatro meses más, sembrando el desconcierto entre los miembros de la comunidad científica que aguardaban a que tuviera lugar ahora el demorado máximo del Ciclo solar 24. La predicción hecha por el experto de la NASA David Hathaway en enero de 2013 de que el máximo solar tendría lugar en el otoño con tan solamente 69 manchas mensuales, el valor más bajo desde 1906, cuando el Ciclo 14, topó con las 57 manchas observadas en julio, las 66 observadas en agosto y las 36,9 de septiembre, registro este último sin parangón desde febrero de 2012. Septiembre de 2013 resultó ser un mes de actividad mínima, impropia de estas alturas del ciclo. El flujo de radio descenció también de manera notable. Los tres meses veraniegos de 2013 no sumaron más que 4 llamaradas de clase M (la mayor, una M3,3 producida en agosto). El evento más destacado de septiembre fue una testimonial llamarada C3,9.

### Octubre y noviembre de 2013

#### Mini tormentas de Halloween

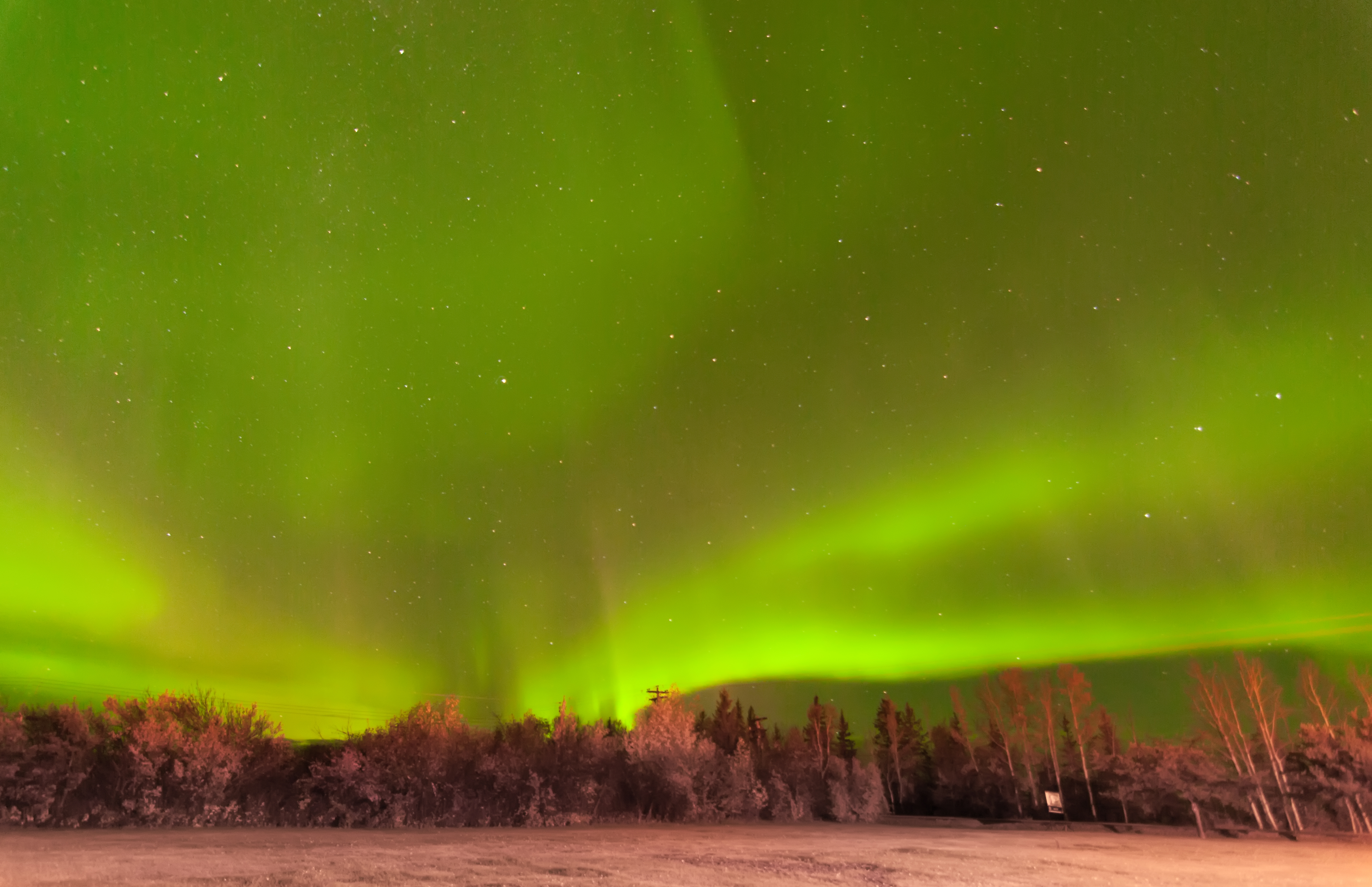
Aurora boreal observada en la madrugada del 9 de octubre de 2013 desde Fort Vermilion, Alberta, Canadá. Aquel día la magnetosfera terrestre fue sacudida por una tormenta geomagnética G1 (leve). Las partículas eléctricamente cargadas (iones) emitidas por el Sol colisionan con los átomos de oxígeno y nitrógeno de la alta atmósfera, excitándolos mediante fotoionización.

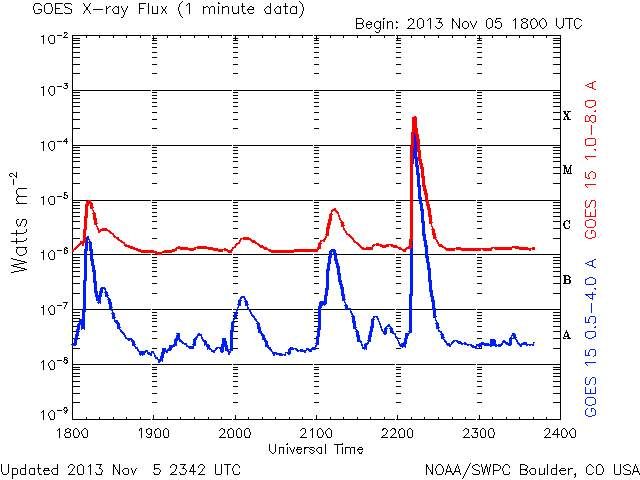
La llamarada X3,3 del 5 de noviembre de 2013 tal como fue registrada por el satélite geoestacionario GOES 15, que monitoriza en tiempo real los flujos solares de radiación X en las bandas de 0,5-4,0 angstroms y de 1,0-8,0 angstroms (NOAA/SWPC).

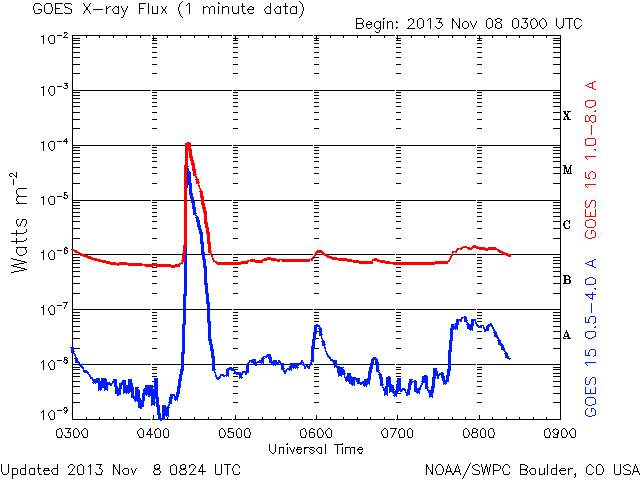
La llamarada X1,1 del 8 de noviembre de 2013, registrada por el GOES 15. Se observa la acusada impulsividad de este evento, al igual que el producido el 5 de noviembre (NOAA/SWPC).

Los cuatro meses de desconcertante tranquilidad en la actividad solar empezaron a disiparse a mediados de octubre de 2013 y terminaron abruptamente a finales de mes, cuando comenzó una imponente racha de estallidos de radiación de niveles superiores a M5, originados en una nueva hornada de manchas altamente energéticas, y que se prolongó hasta la primera semana de noviembre.
La secuencia la inició el 24 de octubre la AR1877 con la emisión de una llamarada M9,3. Al día siguiente, la AR1882, recién emergida del limbo este, produjo primero una llamarada X1,7 y horas después una X2,1. La jornada, muy agitada en la fotosfera, se completó con 5 erupciones de clase M. El siguiente evento destacado llegó el 28 de octubre, cuando la AR1875 emitió una llamarada X1,0. Pocas horas después la misma región activa produjo una M5,1. El día concluyó con otras 5 llamaradas M. El 29 de octubre la AR1875, a punto ya de esconderse por el limbo oeste, volvió a la carga con una fulguración muy impulsiva de clase X2,3. El 1 de noviembre la AR1884 liberó una M6,3. A continuación, la AR1890, situada en la parte oriental del disco solar, desencadenó tres fulguraciones de clase X: X3,3 (5 de noviembre), X1,1 (8 de noviembre) y X1,1 (10 de noviembre). La X3,3 del 5 de noviembre fue la tercera llamarada más potente del Ciclo y la mayor de 2013. Se trató asimismo –al igual que la X1,1 del 8 de noviembre- de un evento extremadamente impulsivo, con un desarrollo, un pico y una desactivación muy rápidos, en cuestión de minutos.
Las fulguraciones de clase M de esta secuencia generaron sendas alertas NOAA por bloqueo de radio R2 (moderado), y las de clase X alertas R3 (fuertes). Hecho notable, ninguna de las EMC asociadas a estas llamaradas fue geoefectiva, luego no se produjeron tormentas geomagnéticas. En cuanto a las tormentas de protones o de radiación solar, solamente se registró una, de categoría S1 (menor), en conexión con la erupción X1,0 del 28 de octubre.
La comunidad científica se apresuró a bautizar esta secuencia de potentes fulguraciones como las Mini tormentas de Halloween en conmemoración de las conocidas como Tormentas de Halloween, unos episodios solares cataclísmicos muchísimo más poderosos y potencialmente dañinos para las redes eléctricas terrestres (llamaradas de clases X17,2, X10 y X28-45, registradas entre el 28 de octubre y el 4 de noviembre de 2003, durante el Ciclo Solar 23) de los que precisamente en estas fechas se cumplían 10 años.
Esta intensa sucesión de potentes llamaradas pareció dar la razón al heliofísico Dean Pesnell, del Goddard Space Flight Center (GSFC) de la NASA, quien a principios de año había propuesto un modelo de máximo solar del ciclo dividido en un «doble pico». Así, de acuerdo con Pesnell, el incremento de actividad constatado en 2011 pudo tratarse del primer subpico, seguido de un segundo subpico que podría sobrevenir a finales de 2013 e incluso extenderse a los primeros meses 2014. Las Mini tormentas de Halloween se ajustaban a la actividad redoblada que cabría esperar de un segundo subpico, cuya duración e intensidad estaban por determinar.

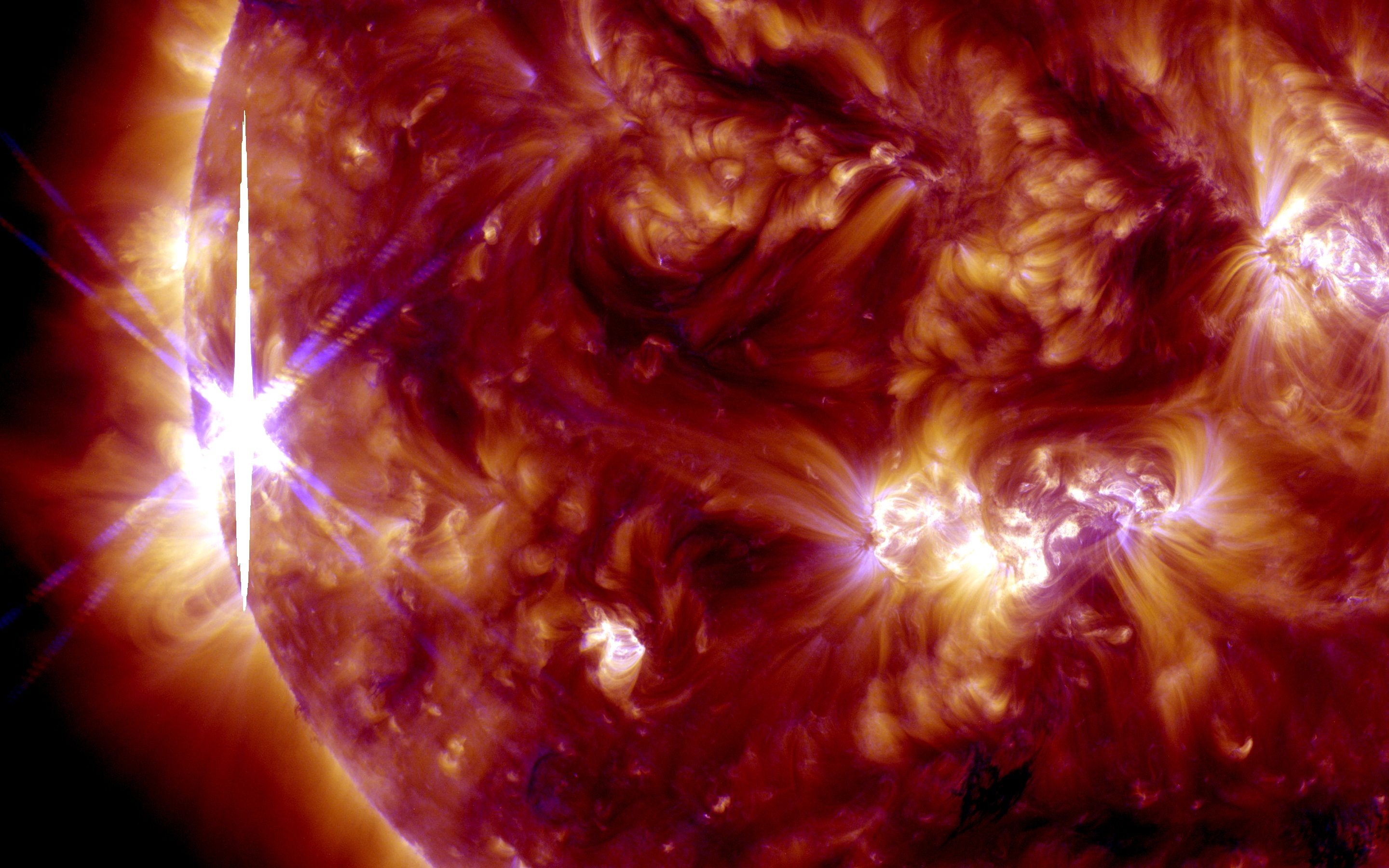
La llamarada X2,1 del 25 de octubre de 2013 (SDO).
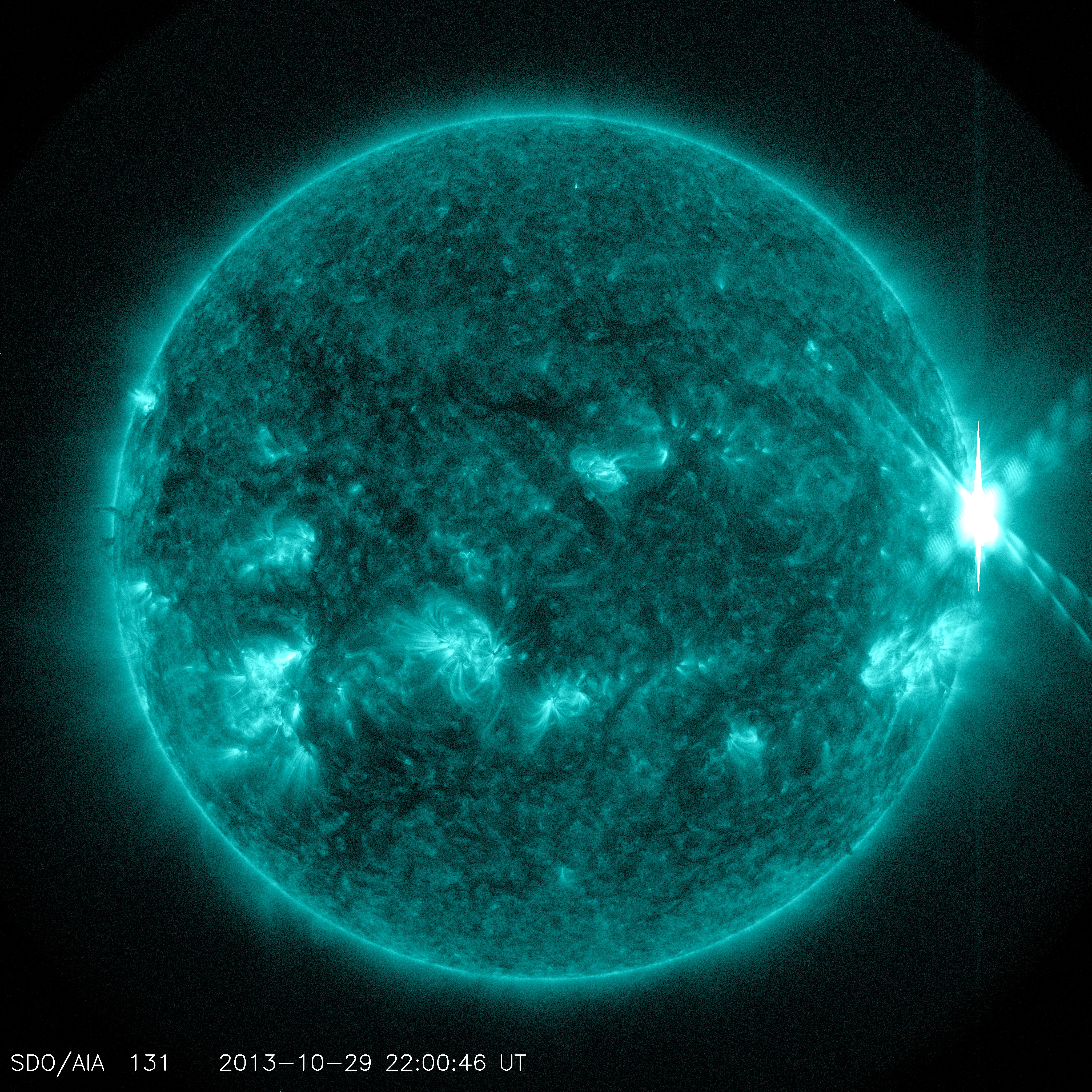
La llamarada X2,3 del 29 de octubre de 2013 (SDO).
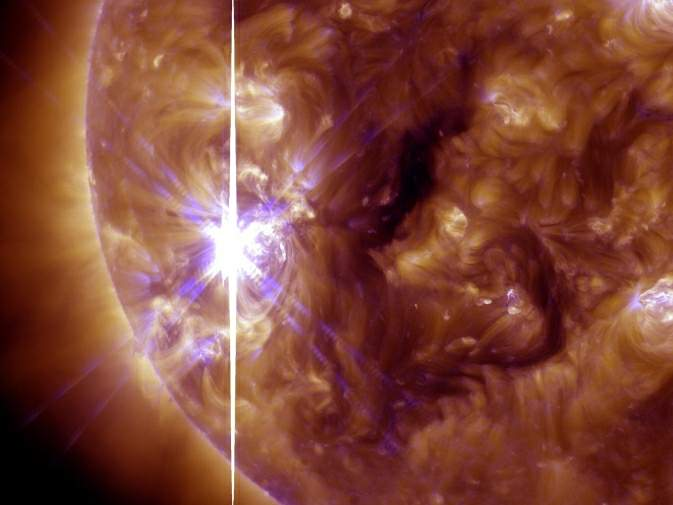
La llamarada X3,3 del 5 de noviembre de 2013 (SDO).

Por lo demás, octubre de 2013 concluyó con 4 llamaradas de clase X y 33 de clase M. Sus 85,6 manchas observadas le convierten en el mes más activo en este aspecto desde noviembre de 2011. El flujo de radio F 10,7 marcó 132,3, el valor más alto desde julio de 2012.